# Albalat dels Tarongers
Albalat dels Tarongers és un municipi del País Valencià que es troba a la comarca del Camp de Morvedre.
Fins a mitjans del segle xix s'anomenava Albalat de Segart.

## Geografia
Està situat en el marge esquerre del llit del riu Palància, a una altitud de 96 metres sobre el nivell de la mar i a una distància de 15 km de la costa mediterrània.
Té una extensió de 2.135 hectàrees de terreny muntanyós i de vall entre la Serra Calderona i la Serra d'Espadà. La zona de la vall per on discorre el riu és l'anomenada subcomarca de la Baronia. Limita amb els termes municipals d'Estivella i Sagunt al nord, Sagunt a l'est, Gilet al sud i Nàquera, Segart i Estivella a l'oest.
El territori, tradicionalment de secà, va ser transformat en terrenys de regadiu durant la primera meitat del segle xx. Actualment, el principal cultiu en la ribera del Palància són els cítrics; tanmateix, encara es conserven terrenys de secà a les zones muntanyoses i a les vores dels barrancs, els quals compten amb oliveres i garroferes, fonamentalment. El paisatge de la localitat es completa amb un conjunt de sendes i fonts, i constituïx una destinació habitual de senderistes i aficionats a passejar per la naturalesa.
El terme està en part format pel parc natural de la Serra Calderona i en part pel riu Palància i la seua vall, i disposa de la massa forestal més important de la comarca del Camp de Morvedre.

## Comunicacions
El terme és travessat per l'autovia A-23 (Sagunt-Somport) i pel ferrocarril València-Sagunt-Saragossa.

## Història
L'etimologia del nom d'Albalat no és del tot clara; per una banda, Sanchis Guarner diu que es tracta de la derivació de l'ètim romà palas o palaz amb el significat de "vil·la" o "caseriu"; tanmateix, l'historiador i cronista saguntí, Antoni Chabret, afirma que l'origen del nom és àrab i deriva del mot balat, que vol dir "paviment".
Tant si l'origen del nom és un com l'altre, segons les restes arqueològiques podem afirmar que en el territori que actualment ocupa el terme d'Albalat dels Tarongers hi ha hagut presència humana des de fa al voltant de 4.000 anys. A més, algunes proves fan pensar que l'actual nucli principal de població és d'origen romà.

### Jaciments arqueològics
Els jaciments arqueològics són nombrosos en el terme municipal, d'entre tots, el més antic i més important és la Cova de l'Aigua Amarga que se situa en la partida del mateix nom i on es poden apreciar pintures rupestres de l'Eneolític (2000 aC). De la resta de jaciments podem esmentar:
Assentaments de l'edat del bronze, com el de les Raboses, que ha patit diverses excavacions (1600-1100 aC); el de la Murta o el Palmeral, en el qual es conserven restes de murs; el de la Lloma del Saler, on es va trobar material eneolític i iber (1600-1500 aC); el de Montalt o la Redona, on s'han trobat també restes iberes, romanes, medievals i modernes, de les quals una part estan en el Museu d'Història de València; el dels Terrers (1660-1200 aC); el de les Panses, molt a prop del nucli urbà amb restes a més, iberes i romanes, i el de l'Albardeta, amb algunes restes d'estructures constructives (1600-1300 aC).
Assentaments d'època ibera i posteriors, com el de la Cova Buitrera, aparegut quan es va construir el ferrocarril; el Calvari, amb restes també romanes i medievals; els Arcs, amb restes iberes i de la Roma alto-imperial; el Piló o les Forquetes, amb restes de murs ibers, romans i medievals; la Muntanyeta, amb un forn ibèric i restes de ceràmica; el Planet, en el qual s'han fet excavacions però en l'actualitat no s'hi pot vore res a simple vista, i el del Cementeri amb restes de ceràmica i murs que abasten diverses etapes: ibera, romana, medieval i moderna.
El Castellet de Comediana, on podem apreciar l'estructura d'un assentament dels segles XII-XIV. Als peus d'este tossal es troben els Corrals de Comediana que possiblement eren el nucli de població que en el seu dia va ser el poblat de Comediana, referit a la primera donació que va fer el rei Jaume I.
Altres restes arqueològiques a considerar són les séquies de Gausa i Montíber, l'actual séquia Major, de la qual depenia l'abastiment d'aigua de Sagunt, tant per a usos agraris, olleria i de la població; a més de la gran quantitat de forns, tant d'olleria com de calç, existents al terme, especialment l'anomenat Rajolar (malgrat la desaparició de molts d'ells pel pas del temps i les inclemències meteorològiques).

### Origen i etapa feudal
Quant a l'origen del poble, hi ha proves que indiquen l'existència d'una vil·la romana davall de l'actual Casa-Palau. En un estudi d'Andrés Monzó es conclou que la ubicació actual de la Casa-Palau, l'Església i la Casa Abadia es troben damunt d'eixa vil·la, ja que en l'actualitat, hi ha un columbari soterrat. A més d'això, en l'escala de la Casa-Palau hi ha una làpida amb una inscripció en llatí, incompleta, la qual se sospita que degué ser arrancada al construir el trull o l'almàssera.
La primera referència sobre els diversos posseïdors d'Albalat es troba en el Llibre del Repartiment, l'any 1238, quan Jaume I en feu concessió a l'abat de Fuenteclara. L'any 1360 era senyor del lloc un cert Raimon de Torís, i pareix que va ser ell qui va encetar la construcció de la Casa-Palau. El 1379, el senyoriu va passar a Jofré de Blanes i a Margarida Bonastre per compra, i, juntament amb Segart, passà a constituir una baronia. El 1438 Alfons el Magnànim va vendre la jurisdicció criminal, alta i baixa, a Godofred de Blanes, que va ser venuda el 1482 a Joan de Custellens de Vilarrasa, i confirmada més tard per Carles V a Lluís de Vilarrasa. El 1609, any de l'expulsió dels moriscos, Albalat tenia 115 cases segons el Cens de Caracena (uns 460 habitants). El senyoriu pertanyia a Joan de Vilarrasa, qui el dia 24 de setembre de 1611 va atorgar carta pobla a 35 nous pobladors amb uns tributs molt elevats, la cinquena part de les collites. El llinatge dels Saavedra, procedent de Galícia i Múrcia, va arribar a Albalat pel casament de Luisa Carrillo de Vilarrasa, llavors senyora d'Albalat i Segart amb Pedro Saavedra.
A la comarca, la lluita contra el règim feudal es dugué a terme amb negatives al pagament i llargs plets a l'Audiència. No és estrany que Albalat fora el primer poble de la comarca a negar-se al pagament dels drets feudals, ja que era un dels que suportava les condicions més dures. Un grup de 24 veïns dirigits per l'alcalde Vicent Esteve i el regidor Francesc Asensi, es van negar a pagar els drets corresponents al període 1813-1816. El 1865 es va resoldre el plet dels pobles d'Albalat i Segart, per reclamació dels drets senyorials contra el comte de l'Alcúdia i baró d'Albalat, Antonio de Saavedra y Jofré. El preu que hagueren de pagar per la liquidació del plet va ser de 130.000 reals, amb la renúncia dels hereus a tots el drets que pogueren tindre sobre els pobles. A canvi, el municipi d'Albalat va rebre 14.463 fanecades de terres. Els hereus del comte es van desprendre, per mitjà de subhastes, de totes les cases i terres que tenien com a pròpies.

## Demografia
| 584 | 570 | 576 | 651 | 664 | 709 | 742 | 799 | 804 | 860 | 1.070 | 1.147 |

## Economia
L'economia d'Albalat està basada en l'agricultura, principalment el cultiu del taronger. Dels 21,35 quilòmetres quadrats dels que consta el municipi, 310 hectàrees són de cítrics, 533 de secà amb garroferes, 485 d'oliveres i 26 d'ametlers.

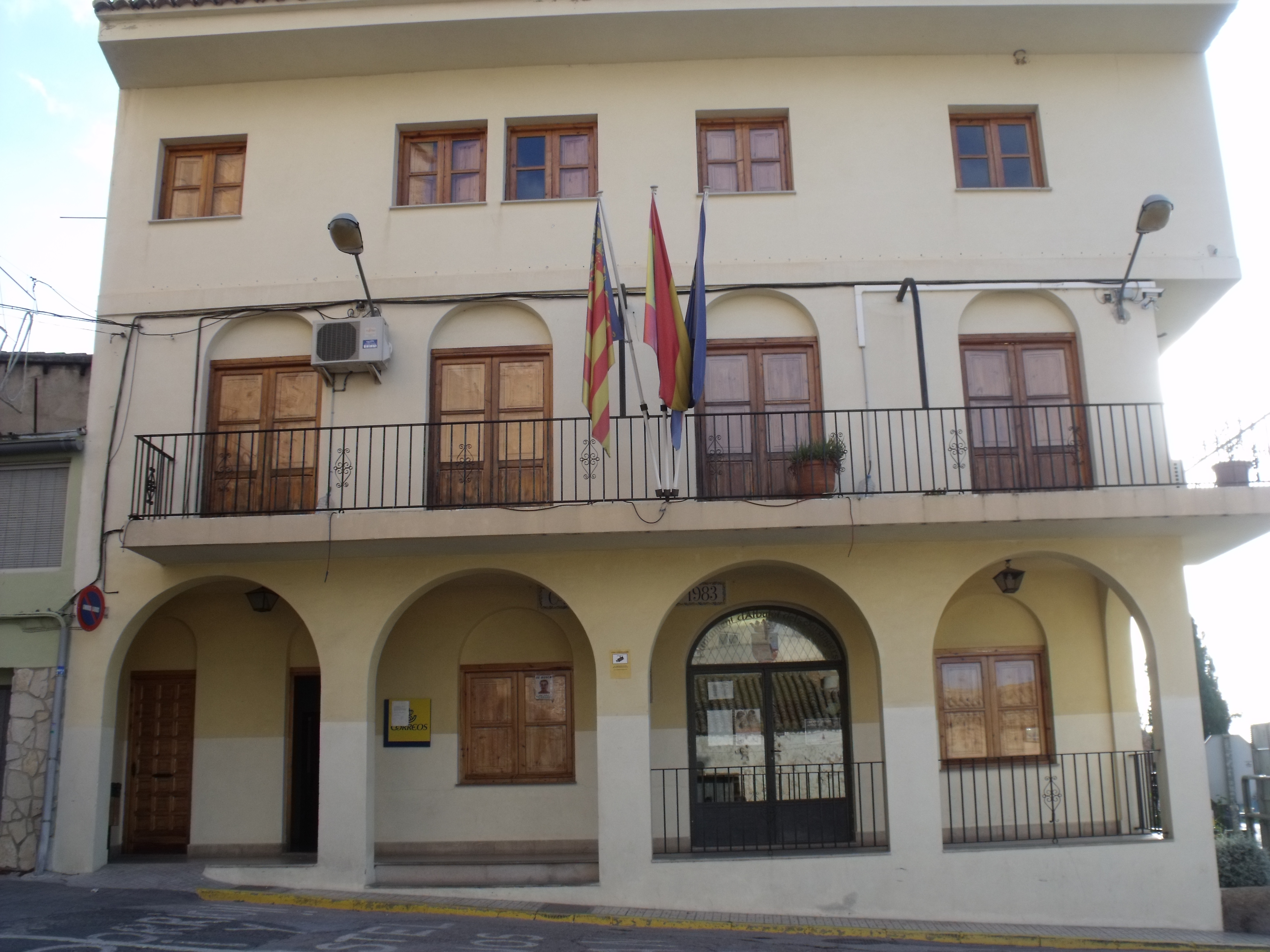
Ajuntament d'Albalat dels Tarongers

## Política i govern

### Composició de la Corporació Municipal
El Ple de l'ajuntament està format per 9 regidors. En les eleccions municipals de 26 de maig de 2019 foren elegits 4 regidors del Partit Socialista del País Valencià (PSPV-PSOE), 2 del Partit Popular (PP), 1 de Compromís per Albalat dels Tarongers (Compromís), 1 de Ciutadans - Partit de la Ciutadania (Cs) i 1 de l'Agrupació d'Electors Veïnal d'Albalat (AEVA).
| Eleccions municipals de 26 de maig de 2019 - Albalat dels Tarongers                                                             |                                          |                                     |                                     |      |          |          |
| Candidatura | Candidatura                              | Candidatura                         | Cap de llista                       | Vots | Vots     | Regidors |
| | Partit Socialista del País Valencià-PSOE |                                     | Teresa Pérez Furió                  | 272  | 38,42%   | 4 (+1)   |
| | Partit Popular                           |                                     | Filiberto Miguel Prats Asensi       | 152  | 21,47%   | 2 (-2)   |
| | Compromís per Albalat dels Tarongers     |                                     | Rafael Asensio Chenovart            | 107  | 15,11%   | 1 (-1)   |
| | Ciutadans - Partit de la Ciutadania      |                                     | Manuel Bonet Furió                  | 107  | 15,11%   | 1 (+1)   |
| | Agrupació d'Electors Veïnal d'Albalat    |                                     | Núria Zarco Arador                  | 59   | 8,33%    | 1 (+1)   |
| | Vots en blanc                            |                                     |                                     | 11   | 1,55%    |          |
| Total vots vàlids i regidors | Total vots vàlids i regidors             | Total vots vàlids i regidors        | Total vots vàlids i regidors        | 708  | 100 %    | 9        |
| | Vots nuls                                | Vots nuls                           | Vots nuls                           | 9    | 1,26%    |          |
| Participació (vots vàlids més nuls)                                                                                             | Participació (vots vàlids més nuls)      | Participació (vots vàlids més nuls) | Participació (vots vàlids més nuls) | 717  | 74,77%** |          |
| Abstenció | Abstenció                                | Abstenció                           | Abstenció                           | 242* | 25,23%** |          |
| Total cens electoral | Total cens electoral                     | Total cens electoral                | Total cens electoral                | 959* | 100 %**  |          |
| Alcaldessa: Teresa Pérez Furió (PSPV) (15/06/2019) Per majoria absoluta dels vots dels regidors (5 vots: 4 de PSPV i 1 d'AEVA.) |                                          |                                     |                                     |      |          |          |
| Fonts: JEC, JEZ Sagunt, M. Interior, Periòdic Ara. (* No són vots sinó electors. ** Percentatge respecte del cens electoral.)   |                                          |                                     |                                     |      |          |          |

### Alcaldes
Des de 2015 l'alcaldessa d'Albalat dels Tarongers és Teresa Pérez Furió, del PSPV.
| Període                       | Alcalde o alcaldessa           | Partit polític | Data de possessió | Observacions |
| ----------------------------- | ------------------------------ | -------------- | ----------------- | ------------ |
| 1979–1983                     | Juan Antonio Albiol Llusar     | PSPV-PSOE      | 19/04/1979        | --           |
| 1983–1987                     | Juan Antonio Albiol Llusar     | PSPV-PSOE      | 28/05/1983        | --           |
| 1987–1991                     | Juan Antonio Albiol Llusar     | PSPV-PSOE      | 30/06/1987        | --           |
| 1991–1995                     | Francisco Javier Esteve Asensi | EUPV           | 15/06/1991        | --           |
| 1995–1999                     | Francisco Javier Esteve Asensi | EUPV-EV        | 17/06/1995        | --           |
| 1999–2003                     | José Salvador Garriga Igualada | IA             | 03/07/1999        | --           |
| 2003–2007                     | Filiberto Miguel Prats Asensi  | Bloc           | 14/06/2003        | --           |
| 2007–2011                     | Filiberto Miguel Prats Asensi  | Bloc           | 16/06/2007        | --           |
| 2011–2015                     | Filiberto Miguel Prats Asensi  | PP             | 11/06/2011        | --           |
| 2015–2019                     | Teresa Pérez Furió             | PSPV-PSOE      | 13/06/2015        | --           |
| 2019-2023                     | Teresa Pérez Furió             | PSPV-PSOE      | 15/06/2019        | --           |
| Des de 2023                   | n/d                            | n/d            | 17/06/2023        | --           |
| Fonts: Generalitat Valenciana |                                |                |                   |              |

## Monuments

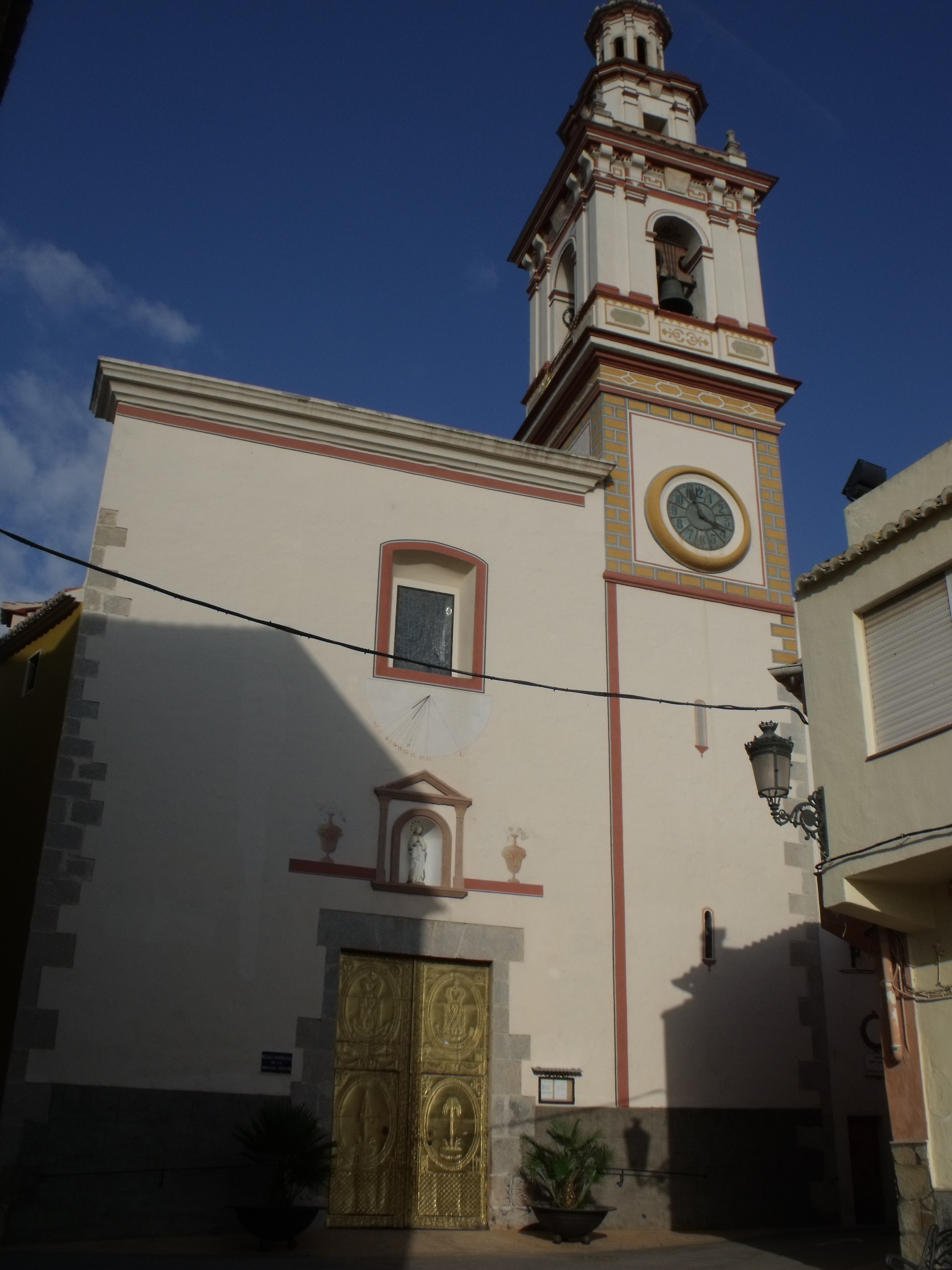
Església de la Immaculada

### Monuments religiosos
- Església de la Puríssima o de la Immaculada (finals del segle xviii). Planta de tres naus i creu llatina.

### Monuments civils
- Castell: el palau senyorial gòtic millor conservat de la comarca.
- Castell del Piló: en ruïnes.
- Aqüeducte del barranc de la Font de la Rivera: hui en dia només queda un arc dels tres que el formaven.

## Llocs d'interés
- Muntanya del Cavall. Microrreserva de flora
- Parc natural de la Serra Calderona.
- Riu Palància.

## Festes
- Festa de Sant Antoni Abat (17 de gener).
- Festes d'estiu a la Mare de Déu d'agost, Sant Roc i la Divina Pastora (15, 16 i 17 d'agost).
- Festa de la Mare de Déu de la Cova Santa (darrer diumenge de maig). Es va celebrar durant alguns anys a partir de 1992. Anteriorment se celebrava una romeria al santuari a finals de setembre.

## Gastronomia
Cal destacar l'arròs de Comediana i el tortell com a plats típics de la població. L'arròs de Comediana es cuina en calder, sent els seus ingredients l'arròs, la creïlla, l'abadejo, la ceba i el sofregit de tomaca. Era una menjar que feien els hòmens quan anaven durant diverses jornades a arreglar els camins o a arreplegar l'espart a la partida de Comediana, situada en l'extrem sud del terme municipal. El tortell és un dolç amb massa de mona, farcit de cabell d'àngel i massapà, adornat amb fruites confitades i anous.